# Reinhold Richter Villa

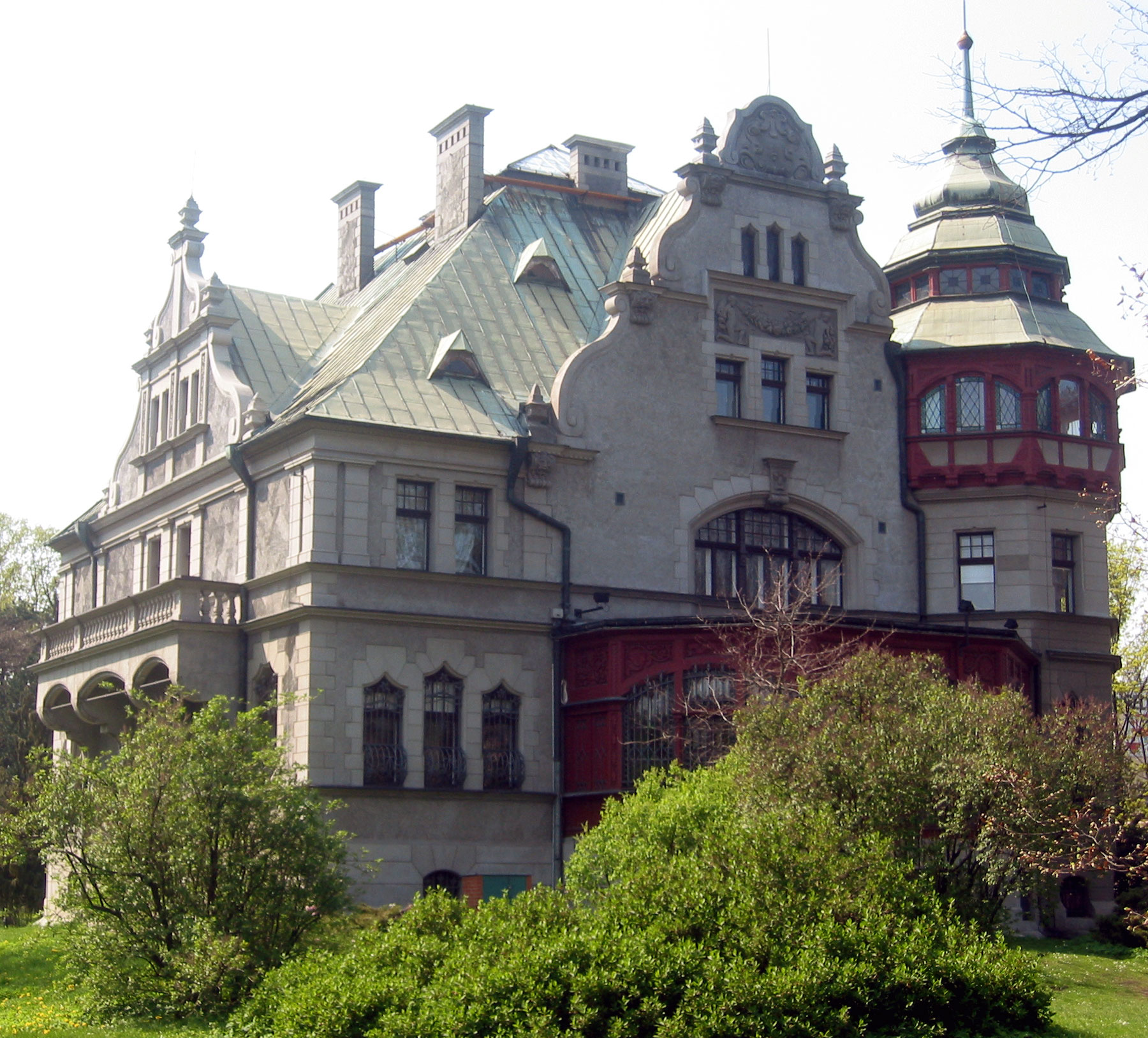
Biệt thự Reinhold Richter

Reinhold Richter Villa tại Skorupki Street 6/8 tại Łódź trong một công viên được đặt theo tên của giám mục Michał Klepacz hiện là văn phòng chính của Hiệu trưởng Đại học Công nghệ Lodz (TUL).
Biệt thự được xây dựng bởi một kiến trúc sư Ignatius Stebelski vào những năm 1903-1904 tại Phố Placowa. Tòa nhà được thiết kế theo các ví dụ của người Đức và người Anh về "kiến trúc bất thường" cho Reinhold Richter. Anh trai của ông, Joseph Richter, đã xây dựng biệt thự của mình ở vùng lân cận vài năm trước, vì vậy công viên đã gia nhập cả hai tòa nhà.
Sau cái chết của Reinhold Richter năm 1930, vợ ông Matilda và năm đứa con của họ đồng sở hữu biệt thự. Sau cái chết của Matilda, có thêm một phần tài sản. Jadwiga Scheibler née Richter là cư dân cuối cùng cho đến Thế chiến thứ hai. Sau chiến tranh, biệt thự đã được Hiệp hội các trường đại học công nhân tiếp quản. Từ năm 1951 đến 1956, nó là trụ sở của Trung tâm dự bị cho các trường học cao hơn. Vào ngày 23 tháng 11 năm 1954, một tài liệu chuyển quyền sở hữu tòa nhà cho Đại học Công nghệ Lodz đã được soạn thảo, nhưng việc chuyển nhượng cuối cùng đã diễn ra vào nửa đầu năm 1956, khi nó trở thành trụ sở của Khoa Kỹ thuật Xây dựng mới được tạo ra. Từ năm 1969 đến 1976, biệt thự nằm ở Cục Xuất bản TUL. Vào năm 1977, đã có quyết định rằng tòa nhà sẽ được sử dụng làm văn phòng chính của Hiệu trưởng. Một năm sau, công việc sửa chữa và bảo trì bắt đầu kéo dài, với một vài năm nghỉ, cho đến tháng 4 năm 1985. Việc chuyển nhượng chính thức của tòa nhà diễn ra vào kỷ niệm 40 năm TUL vào ngày 24 tháng 5 năm 1985.